# Hajworon (stacja kolejowa)
Hajworon (ukr: Станція Гайворон) – stacja kolejowa w miejscowości Hajworon, w obwodzie kirowohradzkim, na Ukrainie. Jest częścią Kolei Odeskiej. Znajduje się na liniach Ziatkiwci – Hajworon, Hajworon – Rudnica, Hajworon – Hołowaniwsk.

## Linie kolejowe
- Ziatkiwci – Hajworon
- Hajworon – Rudnica
- Hajworon – Hołowaniwsk